# アニムスアニマ
アニムスアニマ (Animus Anima) は、2003年製作・2005年2月5日公開の日本映画。忍成修吾・椎名英姫主演で、監督は長編初監督の斉藤玲子。
「アニムス (animus) 」を女性にとっての理想の男性像、「アニマ (anima) 」を男性にとっての理想の女性像とし、恋人同士のような姉弟、スイとトキオがお互いにとっての理想を捜し求めるさまを描く恋愛映画とされる。

## スタッフ
- 監督: 斉藤玲子 (REIKO)
- プロデューサー: 武藤起一、竹平時夫
- 撮影監督: 浦田秀穂
- 美術: 島根裕子
- キャスティング: 渋谷寿
- 助監督: ちと瀬千比呂
- 制作担当: 杉村慶
- アソシエイトプロデューサー: 片岡賢蔵
- 音楽: 葦澤伸太郎
- 上映時間: 97分

## キャスト
- トキオ: 忍成修吾
- スイ: 椎名英姫

- ユリネ: 阿久根裕子
- ミキ: 目黒真希

- 克也: 上地雄輔
- カオル: 加藤仁志
- ロメダ: ロメダ霧島
- レイチェル: レイチェル・ダムール
- Yuu: 有路有子
- 京子: 千葉雅子
- スイの上司: 森田ガンツ
- 女子高生: あじゃ、榎本亜弥子
- 切り裂き女: 英玲奈

- OL: 市川実日子
- 美容院店長: 田中要次